# Wiktor Omeljanowytsch
Wiktor Iwanowytsch Omeljanowytsch (ukrainisch Віктор Іванович Омелянович; * 13. April 1958 in Dnipropetrowsk, Ukrainische SSR) ist ein ehemaliger sowjetischer Ruderer, der 1988 im Achter eine olympische Silbermedaille gewann.
Der Ukrainer Omeljanowytsch ruderte bei den Weltmeisterschaften 1981 in München im Vierer mit Steuermann zusammen mit den Letten Dzintars Krišjānis, Dimants Krišjānis, Žoržs Tikmers und Steuermann Juris Bērziņš zur Bronzemedaille hinter den Booten aus der DDR und den USA. Bei den Weltmeisterschaften 1982 in Luzern traten die fünf aus dem gesteuerten Vierer von 1981 und vier Ruderer aus dem Weltmeister-Achter von 1981 zusammen im Achter an und gewannen die Bronzemedaille hinter den Booten aus Neuseeland und aus der DDR.
Drei Jahre später gehörte bei den Weltmeisterschaften 1985 in Hazewinkel außer Omeljanowytsch  auch Wiktor Diduk aus dem Achter von 1982 zu der Crew, die im Jahr nach dem Olympiaboykott mit dem sowjetischen Achter Weltmeister wurde. 1986 in Nottingham siegte der australische Achter, die sowjetische Crew gewann die Silbermedaille. 1987 ruderte der sowjetische Vierer mit Steuermann mit Wiktor Omeljanowytsch, Mykola Komarow, Wassyl Romanyschyn, Valentin Gerasimenko und Steuermann Hryhorij Dmytrenko hinter dem Boot aus der DDR auf den zweiten Platz bei den Weltmeisterschaften in Kopenhagen. Bei den Olympischen Spielen 1988 in Seoul trat für die Sowjetunion ein völlig neu zusammengesetzter Achter an und gewann die Silbermedaille hinter dem Deutschland-Achter, aber vor dem US-Achter mit acht Weltmeistern von 1987. Die Crew von 1988 bestand aus Wiktor Omeljanowytsch, Wassili Tichonow, Andrei Wassiljew, Pawlo Hurkowskyj, Mykola Komarow, Weniamin But, Wiktor Diduk, Alexander Dumtschew, und Steuermann Alexander Lukjanow.